# UFC 10
UFC 10: The  Tournament var en mixed martial arts-gala arrangerad av Ultimate  Fighting Championship (UFC) i Birmingham i Alabama i USA på  Alabama State Fair Arena den 12 juli 1996.